# Тадессе Абрахам
 Тадессе Абрахам (англ. Tadesse Abraham; 12 серпня 1982) — швейцарський легкоатлет еритрейського походження, що спеціалізується з бігу на довгі дистанції. Переможець і призер чемпіонатів Європи з легкої атлетики, чотириразовий чемпіон Швейцарії з легкої атлетики, олімпієць.

## Виступи на Олімпіадах
| Олімпіада           | Дисципліна       | Місце |
| ------------------- | ---------------- | ----- |
| Ріо-де-Жанейро 2016 | марафонський біг | 7     |